# Fraxinus excelsior
Il frassino maggiore o frassino comune (Fraxinus excelsior L., 1753) è una specie della famiglia delle Oleaceae, diffusa dall'Europa all'Asia minore e all'Iran.

## Descrizione
È un albero di notevoli dimensioni fino a 40 m di altezza, lo si trova in tutta la penisola italiana, meno sporadicamente nell'Appennino centro settentrionale, dove prospera nelle zone fitoclimatiche del Castanetum, del Fagetum e più raramente del Lauretum; ha il tronco dritto e cilindrico con corteccia dapprima liscia e olivastra,  successivamente grigio-brunastra e screpolata longitudinalmente; le gemme sono vellutate e di colore nerastro; ha  grandi foglie caduche composte imparipennate formate da 4-7 paia di foglioline sessili opposte e minutamente seghettate di colore verde cupo e lucente sulla pagina superiore, più chiare su quella inferiore; i fiori, ermafroditi, sono riuniti in infiorescenze ascellari a pannocchia e sono piccoli, di colore verdastro e compaiono prima delle foglie; sono privi di calice e di corolla con stami brevissimi sormontati da un'antera globosa di colore porpora scuro; i frutti sono samare bislunghe a forma variabile con base arrotondata o troncata, con un unico seme, riunite in grappoli pendenti.

## Coltivazione

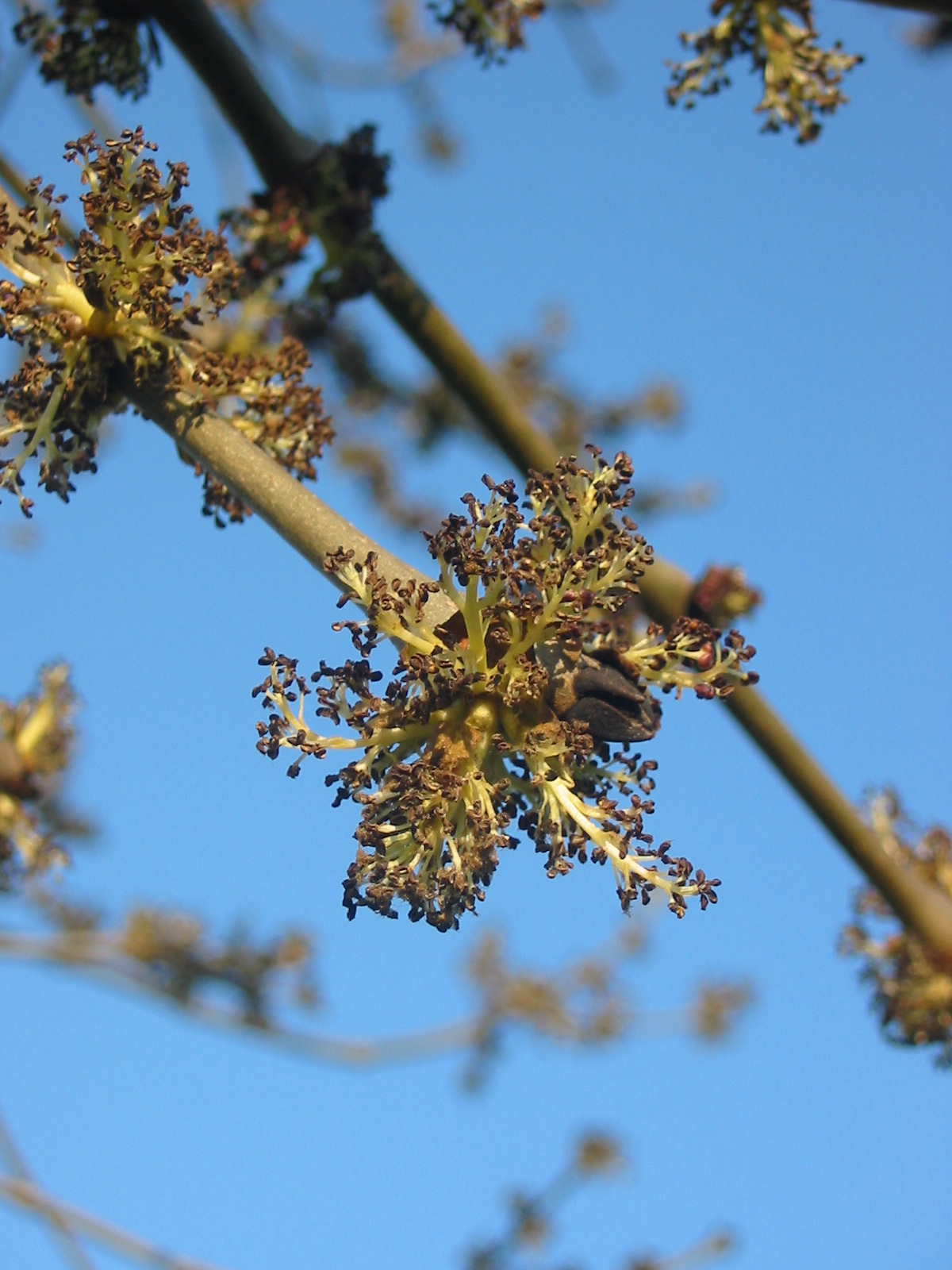
Fiori del Frassino

Il frassino maggiore è una specie interessante per l'arboricoltura da legno, lucivaga mesofila ed esigente, richiede terreni fertili, umidi ricchi di humus e profondi, viene governato a fustaia con turni di 70-80 anni e raramente a ceduo, si moltiplica facilmente con la semina o trapiantando piantine di 2-4 anni, si deve prevedere continua e tempestiva lotta ai parassiti animali e fungini. È specie abbastanza tollerante l'ombra nella fase giovanile e quindi può rinnovarsi facilmente nei querceti radi e nelle radure delle faggete. Si rinnova bene anche negli ex-coltivi abbandonati.

## Avversità
- Cantaride - adulti di Lytta vesicatoria attaccano le foglie divorando solo il lembo e lasciando intatte le nervature.
- Ciono - le larve di Cionus fraxini rodono le gemme e le foglie lasciando intatta solo l'epidermide superiore che ben presto imbrunisce e dissecca; gli adulti attaccano in primavera le giovani gemme.
- Ilesino - gli adulti di Lepersinus fraxini scavano gallerie nella corteccia che appare perforata in più punti e tende a screpolarsi; col tempo si forma una fitta rete di piccole gallerie che indeboliscono la parte di pianta attaccata.
- Tentredine - le larve di Tomostethus melanopygus divorano le foglie lasciando intatte le sole nervature con grave defogliazione della chioma.
- Carie del legno - i funghi Fomes ignarius e F. fomentarius attaccano il legno profondamente con perdita di consistenza e assunzione di un aspetto spugnoso biancastro per la distruzione della lignina; i corpi fruttiferi dei parassiti sono visibili all'esterno dei tronchi attaccati e sono a forma di mensola o zoccolo; stesso tipo di danno causa la Schizophthora omnivora con corpi fruttiferi a forma di orecchiette grigiastre.
- Marciume delle piantine - il fungo Phytophthora omnivora colpisce le giovani piantine nei semenzai con lesioni necrotiche del colletto.
- Oidio o Mal bianco - i funghi Microsphaera alni e Phyllactinia sufflata attaccano le foglie e i giovani rametti verdi, provocando chiazze biancastre pulverulenti a consistenza feltrosa che nel tempo imbruniscono, disseccando le parti colpite.

## Usi medicinali
- Il decotto delle giovani radici raccolte in primavera o in autunno ha proprietà antidropiche.
- Il decotto della polvere ottenuta dalla corteccia dei giovani rami di 3-4 anni raccolta alla ripresa vegetativa e fatta essiccare all'ombra, ha proprietà toniche, eupeptiche, antidiarroiche e febbrifughe; per uso esterno viene utilizzato come cataplasma dalle proprietà astringenti.
- L'infuso delle foglie raccolte a fine primavera-inizio estate ed essiccate al sole, viene utilizzato come emolliente.
- L'infuso di frutti raccolti d'estate è diuretico, lassativo, sudorifero, antireumatico, con proprietà curative della gotta per l'eliminazione degli acidi urici e nella cura delle cistiti.
- Il decotto di manna, ricavata dal succo zuccherino che sgorga dalle lesioni della corteccia e che si rapprende rapidamente a contatto dell'aria, raccolto in estate, è un blando purgante, ha anche proprietà bechiche e anticatarrali; può essere usato come collirio nelle congestioni oculari; pezzetti di manna sciolti in bocca lentamente hanno proprietà espettoranti.

## Usi officinali
- Le foglie secche e triturate e i frutti posti in un infuso di acqua bollente forniscono il tè di frassino.
- Le foglie fermentate con acqua e saccarosio servono per preparare bevande alcoliche.
- La manna viene utilizzata come dolcificante, indicata per bambini, anziani e diabetici.

## Altri usi
- Come pianta ornamentale in parchi e giardini di grandi dimensioni, alberature stradali, su terreni profondi anche con ristagno d'acqua.
- Per l'estrazione di tannini dalla corteccia.
- Utilizzando le foglie come foraggio per il bestiame, in zone povere di pascoli.
- Per la produzione di legname; il legno di Frassino maggiore è chiaro biancastro, con anelli ben distinti e provvisti di grossi vasi nella zona primaverile, è elastico e resistente, il peso specifico è 0,96 da fresco; 0,72 da stagionato e 0,66 da secco, facilmente lavorabile viene utilizzato industrialmente per la produzione di compensati, pavimenti, mobili, timoni per imbarcazioni da diporto, manici per attrezzi e parti di strumenti musicali. Per la sua elasticità e resistenza col suo legno un tempo venivano fabbricati gli sci. Ha inoltre un elevato potere calorifico quindi è un apprezzato combustibile.
- Fino al '600 fu, assieme al corniolo, uno dei legnami più impiegati nella produzione di lance, giavellotti e picche (oltre che alle ruote dei carri, sin dall'età del bronzo, quando il carro da guerra era uno status symbol militare), tanto che il frassino venne legato sovente a divinità pagane della guerra, fraternità di guerrieri o società di carattere militare.